# وتربی
latitudeوتربیlongitudeوتربی
وتربی (به انگلیسی: Wetherby) یک شهرک در بریتانیا است که در انگلستان واقع شده‌است.

## خصوصیات
وتربی ۱۱٬۱۵۵ نفر جمعیت دارد.